# Johann Carolus

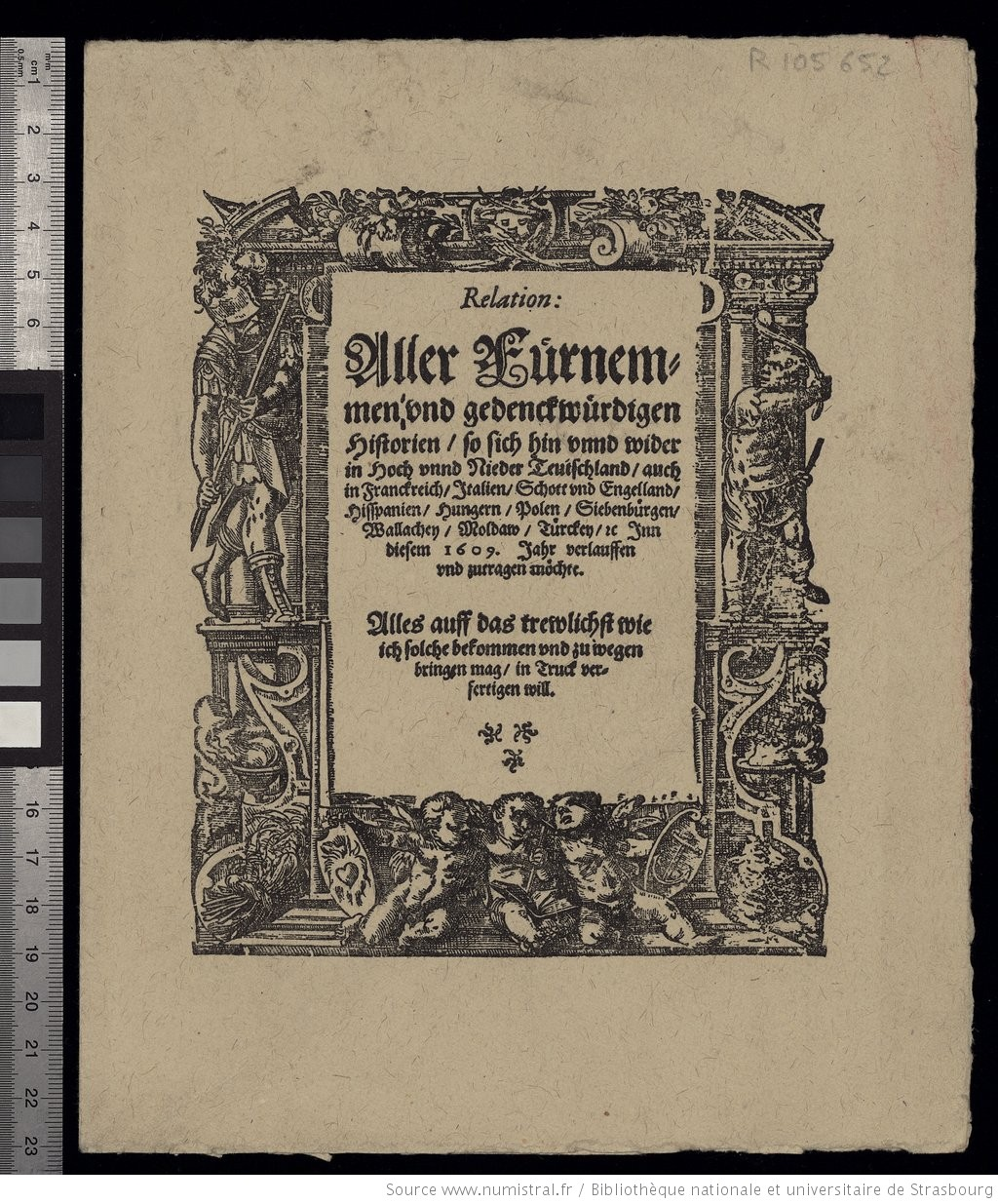
Trang tiêu đề của tờ Relation từ năm 1609

Johann Carolus (ngày 26 tháng 3 năm 1575 – ngày 15 tháng 8 năm 1634) là nhà xuất bản người Đức đã ấn hành tờ báo đầu tiên mang tên Relation aller Fürnemmen und  gedenckwürdigen Historien (Kể về tất cả những câu chuyện nổi tiếng và đáng nhớ). Hiệp hội Báo chí Thế giới, cũng như nhiều tác giả, đều công nhận Relation là tờ báo đầu tiên trên thế giới. Carolus cho xuất bản tờ báo viết bằng tiếng Đức này ở Strasbourg với tư cách là thành phố đế quốc tự do trong Đế quốc La Mã Thần thánh của Dân tộc Đức.

## Thân thế
Johann Carolus chào đời năm 1575 tại Muhlbach-sur-Munster trong Đế quốc La Mã Thần thánh của Dân tộc Đức. Ông là con trai của vợ chồng một linh mục. Carolus học nghề đóng sách rồi sau chuyển sang bán sách, viết thuê cho một tờ báo và làm chủ một xưởng in. Vì những nghề này đặc biệt là công việc sao chép mà ông có mối quan hệ tốt với những người đưa thư và thương nhân đã giúp ông sau này lập ra tờ Relation aller Fürnemmen und gedenckwürdigen Historien vào năm 1605. Carolus qua đời năm 1634 tại Strasbourg.

## Niên đại
Năm 2005, Hiệp hội Báo chí Thế giới chấp nhận bằng chứng cho thấy tập sách nhỏ Carolus được in bắt đầu từ năm 1605 chứ không phải năm 1609 như người ta vẫn nghĩ trước đây. Bản kiến nghị của Carolus được phát hiện trong Kho lưu trữ Thành phố Strasbourg vào thập niên 1980 có thể xem đây là giấy khai sinh ra tờ báo này:
"Mặc dù cho đến nay tôi vẫn nhận được lời khuyên về tin tức hàng tuần [báo cáo tin tức viết tay] và, để bù đắp cho một số chi phí phát sinh hàng năm, tôi đã thông báo cho bạn mỗi tuần về khoản trợ cấp hàng năm; thế nhưng vì việc sao chép chậm chạp và nhất thiết phải mất nhiều thời gian, và hơn nữa do gần đây tôi vừa mua lại xưởng in cũ của Thomas Jobin với giá cao và tốn kém, đồng thời cho lắp đặt xưởng in đó trong nhà của tôi với chi phí không nhỏ, mặc dù chỉ vì mục đích đạt được thời gian, và kể từ vài tuần, và bây giờ là lần thứ mười hai, tôi đã thiết lập, in ấn và xuất bản lời khuyên nói trên trong xưởng in của mình, tương tự như vậy, không phải là không có nhiều nỗ lực, vì mỗi lần tôi phải loại bỏ các biểu mẫu khỏi cỗ máy ép …"
Ngay sau Relation là các tờ báo định kỳ khác, chẳng hạn như tờ Avisa Relation oder Zeitung.
Nếu một tờ báo được xác định theo các tiêu chí chức năng về tính công khai, tính nhiều kỳ, tính định kỳ và tính tiền tệ hoặc tính thực tế (nghĩa là, như một loạt bài thời sự duy nhất được xuất bản thường xuyên với khoảng thời gian đủ ngắn để người đọc theo kịp các tin tức mới) thì Relation mới là tờ báo châu Âu đầu tiên.
Tuy nhiên, nhà sử học người Anh về in ấn Stanley Morison cho rằng Relation nên được phân loại là một cuốn sách báo, với lý do nó vẫn sử dụng định dạng và hầu hết quy ước của một cuốn sách: báo được in ở khổ bốn và văn bản được đặt trong một một cột rộng. Theo định nghĩa của Morison, tờ báo đầu tiên trên thế giới sẽ là tờ Courante uyt Italien, Duytslandt, &c. của Hà Lan từ năm 1618. Theo định nghĩa tương tự, chẳng có ấn phẩm tin tức hàng tuần hoặc hàng ngày nào của Đức, Anh, Pháp hoặc Ý từ nửa đầu thế kỷ 17 có thể được coi là "báo chí". Như đã lưu ý ở trên, Hiệp hội Báo chí Thế giới và nhiều tổ chức khác đã không chấp nhận định nghĩa này của ông.